# Romany Malco
Romany Malco, född 18 november 1968 i Brooklyn, New York, är en amerikansk skådespelare och musikproducent.

## Filmografi
- 2009 – Saint John of Las Vegas
- 2008 – The Love Guru
- 2008 – Baby Mama
- 2007 – Blades of Glory
- 2005 – The 40 Year-Old Virgin